# Championnat du monde féminin d'échecs 2016
Le championnat du monde d'échecs féminin 2016 était une partie d'échecs jouée entre Mariya Mouzytchouk, la championne en titre, et le challenger Hou Yifan pour déterminer le champion du monde féminin de la FIDE. Le match de 10 parties prévu a eu lieu du 1er au 14 mars 2016 à Lviv, en Ukraine. Il était initialement prévu du 11 au 31 octobre 2015, mais a été retardé car aucun hôte n'a pu être trouvé.
Le 14 mars, Hou Yifan a remporté le championnat en battant Mariya Mouzytchouk dans la neuvième partie, mettant ainsi fin à la rencontre. Comme lors de ses deux précédents matchs de championnat, Hou Yifan a remporté une victoire convaincante, ne perdant pas une seule partie.

## Qualification

### Championnat du monde 2015
Le championnat du monde 2015 était un tournoi à élimination directe de 64 joueurs à Sotchi, en Russie, qui a débuté le 15 mars. Hou Yifan n'a pas participé au tournoi et a donc renoncé au titre. La joueuse la mieux notée était Humpy Koneru, mais elle a été éliminée en quart de finale. La finale a été remportée par Mariya Mouzytchouk, qui a battu Natalia Pogonina 2,5-1,5.

### Grand Prix 2013-2014
La challenger s'est qualifiée en remportant le Grand Prix féminin de la FIDE 2013-2014. Le Grand Prix était composé de six tournois simples, chaque joueuse participant à quatre d'entre eux. La première étape a été remportée par Bela Khotenashvili. Humpy Koneru a ensuite remporté les deuxième et troisième étapes pour prendre la tête du classement général. Après que Hou Yifan ait remporté les quatrième et cinquième étapes, seules elle et Koneru Humpy étaient en lice pour la victoire finale. Les deux favorites du classement ELO ont abordé la sixième étape à Sharjah, aux Émirats arabes unis, Humpy menant Hou Yifan de 5 points. Ayant besoin d'au moins 55 points et de terminer au-dessus de Humpy, Hou Yifan a remporté le Grand Prix lors de la neuvième manche sur onze.

## Bilan des confrontations et préparation
Avant leur match du championnat du monde 2016, Hou Yifan et Mariya Muzychik avaient disputé trois parties classiques l'une contre l'autre. L'une s'est terminée par une nulle, tandis que les deux autres ont été remportées par Hou Yifan, toutes deux avec les pièces noires. En octobre 2015, les deux joueurs ont participé à la première étape du Grand Prix. Hou Yifan a terminé premier, Mouzytchouk a terminé deuxième ex aequo. Dans les mois précédant le tournoi, Mariya Mouzytchouk a participé à l'édition masculine du championnat d'Ukraine en décembre 2015. Ce tournoi n'a non seulement pas été diffusé en direct, mais les parties de Mouzytchouk n'ont pas été publiées du tout. Ceci afin de ne pas donner à Hou Yifan l'accès à ses parties,. Mouzytchouk a terminé à égalité en 10e position sur 12 joueurs. Hou Yifan a participé au tournoi Tata Steel en janvier 2016. Après avoir bien commencé avec 3,5/6, elle a terminé le tournoi avec 5/13, 12e à égalité dans un groupe de 14.

## Sélection de l'hôte
La procédure d'appel d'offres pour accueillir le match a été ouverte en février 2015. Les offres devaient être soumises avant le 20 avril. La FIDE souhaitait ensuite prendre une décision dans les 20 jours parmi les offres,, mais aucune candidature n'a été retenue. Cependant, en juin 2015, Kirsan Ilyumzhinov, le président de la FIDE, a rencontré Andriy Sadovyi, le maire de Lviv, en Ukraine, pour discuter de la possibilité d'accueillir le match. Le 1er juillet 2015, il a été annoncé que le match serait organisé à Lviv, en Ukraine, à partir de mars 2016,.

## Calendrier des parties et résultats
La cérémonie d'ouverture a eu lieu le 1er mars 2016 au théâtre d'opéra et de ballet de Lviv. Les parties ont eu lieu au Palais Potocki, avec un programme de deux parties en deux jours successifs, suivis d'un jour de repos. Les éventuels tie-breaks en cas de partie nulle auraient été joués le 18 mars. Les parties étaient jouées à 15h00 locales (heure de Kiev).
Les couleurs ont été tirées au sort lors de la cérémonie d'ouverture. Hou Yifan a tiré la première et a reçu les pièces noires. Les couleurs ont également été inversées après la quatrième partie pour compenser l'avantage de jouer les blancs en premier. Le contrôle du temps était fixé à 90 minutes pour les 40 premiers coups, avec l'ajout de 30 minutes pour le reste de la partie. Il y avait un incrément de 30 secondes par coup à partir du premier coup.
|                          | Elo  | 1  | 2  | 3  | 4  | 5  | 6  | 7  | 8  | 9  | 10 | Points |
| ------------------------ | ---- | -- | -- | -- | -- | -- | -- | -- | -- | -- | -- | ------ |
| Mariya Mouzytchouk (UKR) | 2563 | ½  | 0  | ½  | ½  | ½  | 0  | ½  | ½  | 0  | —  | 3      |
| Hou Yifan (CHN)          | 2667 | ½  | 1  | ½  | ½  | ½  | 1  | ½  | ½  | 1  | —  | 6      |
| Diffusion vidéo          |      | 01 | 02 | 03 | 04 | 05 | 06 | 07 | 08 | 09 |    |        |

### Les parties du match
La joueuse nommé en premier a joué les pièces blanches.

#### Partie 1, Mouzytchouk-Hou, ½-½
Mouzytchouk avait les pièces blanches dans la première partie et a ouvert avec 1. e4. Hou a joué le Giuoco Piano en réponse, s'écartant de la défense sicilienne qu'elle joue habituellement. Ce choix d'ouverture a pris Mouzytchouk par surprise et elle n'a rien pu obtenir de l'ouverture. Après de nombreux échanges, une position nulle s'ensuivit, et la partie fut déclarée nulle au 31ème coup.
1. e4 e5 2. Nf3 Nc6 3. Bc4 Bc5 4. O-O Nf6 5. d3 O-O 6. c3 d6 7. h3 h6 8. Re1 a6 9. a4 Ba7 10. Nbd2 Re8 11. Nf1 Be6 12. Bxe6 Rxe6 13. Be3 Bxe3 14. Nxe3 d5 15. Qc2 Qd7 16. Rad1 Rd8 17. Nf5 Qe8 18. b4 b5 19. axb5 axb5 20. Nd2 Ne7 21. Nxe7 Qxe7 22. Nb3 dxe4 23. dxe4 Red6 24. Nc5 Rxd1+ 25. Rxd1 Rxd1 26. Qxd1 Qd6 27. Qe2 c6 28. g3 Nd7 29. Nxd7 Qxd7 30. Kg2 Qd6 31. Qe3 ½–½

#### Partie 2, Hou-Mouzytchouk, 1-0
Hou a ouvert avec 1. e4. Mouzytchouk a évité sa défense sicilienne typique et a opté pour l'ouverture espagnole. Contrairement à la première partie, Hou n'est pas sorti de sa préparation. Une position complexe s'est développée et les deux joueurs se sont retrouvés à court de temps. Hou a été capable de surpasser Mouzytchouk après que celle-ci ait choisi un plan trop lent, montrant une excellente maîtrise de la position.
1. e4 e5 2. Nf3 Nc6 3. Bb5 a6 4. Ba4 Nf6 5. O-O Nxe4 6. d4 b5 7. Bb3 d5 8. dxe5 Be6 9. Be3 Be7 10. c3 O-O 11. Nbd2 Qd7 12. Bc2 Nxd2 13. Qxd2 Bg4 14. Bf4 Bxf3 15. gxf3 Rad8 16. Rfd1 Qe6 17. Qe3 Rd7 18. Bg3 g6 19. a4 Nd8 20. axb5 axb5 21. f4 f6 22. exf6 Qxf6 23. Qe2 c6 24. Qg4 Rb7 25. f5 Bd6 26. Ra6 Rg7 27. fxg6 Bc5 28. Kg2 hxg6 29. Rxd5 Bxf2 30. Bb3 Ne6 31. Rd6 Bc5 32. Qxe6+ 1-0

#### Partie 3, Mouzytchouk-Hou, ½-½
Après avoir échoué à obtenir un avantage avec 1. e4 dans la partie 1, Mouzytchouk a choisi 1. d4 pour la partie 3. Cependant Hou n'a pas été pris par surprise. Une catalane fermée s'est développée dans laquelle les Blancs avaient un petit avantage grâce à leur paire de fous, mais les Noirs n'ont jamais été en réel danger. Avec l'avance dans le match, Hou s'est contenté de contrer les efforts de son adversaire au lieu de jouer pour la victoire, tandis que Mouzytchouk n'a pas été en mesure de créer des chances sérieuses.
1. d4 Nf6 2. c4 e6 3. g3 d5 4. Bg2 Bb4+ 5. Bd2 Be7 6. Nf3 O-O 7. O-O Nbd7 8. Qc2 c6 9. Rd1 b6 10. Bf4 Ba6 11. cxd5 cxd5 12. Ne5 Rc8 13. Nc6 Bb5 14. Nxe7+ Qxe7 15. Nc3 Nh5 16. Be3 Nhf6 17. a4 Bc4 18. a5 bxa5 19. Rxa5 Qb4 20. Rda1 Rb8 21. Rxa7 Qxb2 22. Qxb2 Rxb2 23. Bf3 h6 24. h4 Rc8 25. Bf4 Rc2 26. R7a3 h5 27. Kg2 Kh7 28. Rc1 Rxc1 29. Bxc1 e5 30. dxe5 Nxe5 31. Be3 Nxf3 32. Kxf3 Ne4 33. Nxe4 dxe4+ 34. Kxe4 Bxe2 35. Ra5 f6 36. Rc5 Rxc5 1/2-1/2

#### Partie 4, Hou-Mouzytchouk, ½-½
La partie 4 fut la première de deux parties consécutives avec les Blancs pour Hou. Comme dans la partie 2, elle a joué la Ruy Lopez, et Mouzytchouk a de nouveau choisi l'Open Spanish. Mouzytchouk a montré une superbe préparation dans cette partie. Après que les Noirs aient joué 18...Bc5, Hou était visiblement déçue de la profondeur de la préparation de son adversaire, mais il n'y avait aucun moyen d'éviter la nulle forcée.
1. e4 e5 2. Nf3 Nc6 3. Bb5 a6 4. Ba4 Nf6 5. O-O Nxe4 6. d4 b5 7. Bb3 d5 8. dxe5 Be6 9. c3 Be7 10. Bc2 Bg4 11. h3 Bh5 12. g4 Bg6 13. Nd4 Nxd4 14. cxd4 h5 15. f3 Ng3 16. Rf2 hxg4 17. Bxg6 Rxh3 18. Qc2 Bc5 19. Qxc5 Rh1+ 20. Kg2 Rh2+ 21. Kg1 Rh1+ 1/2-1/2

#### Partie 5, Mouzytchouk-Hou, ½-½
Hou a joué l'ouverture anglaise pour la première fois dans le match, mais Mouzytchouk n'a eu aucun mal à égaliser. Plutôt que de tenter de jouer pour la victoire, Hou a simplifié la partie en échangeant des pièces, la dirigeant vers une fin nulle et préservant ainsi son avance d'un point.
1. c4 c6 2. Nf3 d5 3. g3 g6 4. Bg2 Bg7 5. Qa4 dxc4 6. Qxc4 e5 7. d3 Ne7 8. O-O Na6 9. Bd2 O-O 10. Qc1 Nf5 11. Na3 Nd4 12. Re1 Bg4 13. Nxd4 exd4 14. Bh6 Re8 15. Bxg7 Kxg7 16. Qd2 Qd7 17. Nc4 f6 18. h4 Re7 19. e4 dxe3 20. Nxe3 Be6 21. d4 Rae8 22. b3 Nc7 23. Qb4 Nd5 24. Nxd5 Bxd5 25. Rxe7+ Qxe7 26. Qxe7+ Rxe7 27. Bxd5 cxd5 28. Rc1 Kf7 29. Kf1 Ke6 30. Ke2 Kd6+ 31. Kd3 Rc7 32. Re1 Re7 33. Rc1 Rc7 1/2-1/2

#### Partie 6, Mouzytchouk-Hou, 0–1
Avec un point en moins et seulement deux parties restantes avec les pièces blanches, Mouzytchouk a de nouveau joué le Giuoco Piano de la première partie. Cette fois, elle a choisi une variante plus tranchante et a rapidement obtenu un avantage significatif. Cependant, à partir du 17ème coup, elle a commencé à jouer de manière imprécise, perdant non seulement son avantage mais permettant également à Hou d'avoir une meilleure position. Hou n'a pas fait d'erreur et a converti son avantage en une victoire.
1. e4 e5 2. Nf3 Nc6 3. Bc4 Bc5 4. O-O Nf6 5. d3 d6 6. c3 O-O 7. Bg5 h6 8. Bh4 g5 9. Bg3 g4 10. Nh4 Nh5 11. a4 a6 12. Na3 Qg5 13. Nc2 Ba7 14. Ne3 Ne7 15. d4 Qg7 16. dxe5 dxe5 17. Nef5 Bxf5 18. exf5 Bc5 19. Re1 Nxg3 20. hxg3 Kh8 21. Qe2 Bd6 22. Qe4 Rab8 23. Be2 h5 24. Rad1 Ng8 25. Kh2 Qg5 26. Bc4 Nf6 27. Qe3 Qxe3 28. Rxe3 e4 29. Re2 Rbd8 30. Bb3 Rd7 31. f3 Re8 32. Rde1 Rde7 33. Bc2 exf3 34. Rxe7 Rxe7 35. Rxe7 f2 36. Rxf7 f1=Q 37. Ng6+ Kg8 38. Rxf6 Bc5 0-1

#### Partie 7, Hou-Mouzytchouk, ½-½
Hou a ouvert avec 1. e4 et la partie est à nouveau entrée dans les lignes de l'ouverture espagnole. Les deux joueurs étaient très bien préparés, la nouveauté de la partie se produisant au 19ème coup. La partie s'est soldée par une longue lutte avec des chances mutuelles. Hou a eu un certain avantage au début de la partie, mais une erreur au 40ème coup a permis à Mouzytchouk de prendre l'initiative. Cela a conduit à une fin de partie avec un pion en haut pour Mouzytchouk, mais Hou a été capable de construire une forteresse, atteignant une position Philidor.
1. e4 e5 2. Nf3 Nc6 3. Bb5 a6 4. Ba4 Nf6 5. O-O Nxe4 6. d4 b5 7. Bb3 d5 8. dxe5 Be6 9. Nbd2 Be7 10. c3 Nc5 11. Bc2 d4 12. cxd4 Nxd4 13. Nxd4 Qxd4 14. Nf3 Qxd1 15. Rxd1 O-O 16. Be3 Rfd8 17. Rdc1 h6 18. Nd4 Bd5 19. Bd1 Nd3 20. Rxc7 Bf8 21. e6 fxe6 22. Bg4 Re8 23. b3 Bd6 24. Rc2 Ne5 25. Be2 Be4 26. Rd2 Bb4 27. Rdd1 Bd5 28. Rac1 Rac8 29. h4 Ba3 30. Rc2 Rxc2 31. Nxc2 Be7 32. h5 Rc8 33. Nd4 Kf7 34. f3 Bf6 35. Kf2 Rc3 36. f4 Nd7 37. Bd3 Ke7 38. Bb1 Bh4+ 39. Ke2 Bf6 40. g4 Bxd4 41. Bxd4 Rh3 42. Rc1 Bf3+ 43. Kf2 Bxg4 44. Bxg7 Rxh5 45. Kg3 Bf5 46. Bxf5 Rxf5 47. Bxh6 Rc5 48. Rf1 Nf6 49. Bg5 Kf7 50. Bxf6 Kxf6 51. b4 Rc4 52. Rf3 Kf5 53. Ra3 Rxf4 54. Rxa6 Rxb4 55. Rb6 Ke5 56. Kf3 Kd5 57. Ke3 e5 58. Kd2 Rb2+ 59. Kc1 Rb4 60. a3 Kc5 61. Re6 Re4 62. Kc2 Kd4 63. Rd6+ Kc4 64. Rc6+ Kd5 65. Rb6 Rc4+ 66. Kd2 Kc5 67. Rb8 Ra4 68. Rc8+ Kd4 69. Rb8 Ra5 70. Rd8+ Kc4 71. Re8 Kd5 72. Rd8+ Ke4 73. Rb8 Rxa3 74. Rxb5 Kf4 75. Rb8 Kf3 76. Rf8+ Ke4 77. Rb8 Ra2+ 78. Ke1 Kf4 79. Rb3 e4 80. Rc3 e3 81. Rc8 1/2-1/2

#### Partie 8, Mouzytchouk-Hou, ½-½
Dans sa dernière partie avec les pièces blanches, Mouzytchouk a joué 1. d4, et la partie s'est développée en une variation peu commune de l'ouverture catalane. Cela a conduit à une position bloquée au centre, mais Mouzytchouk avait un avantage en espace et donc des chances d'un avantage sérieux. Cependant, 33. Kf2 a perdu un tempo précieux, après quoi son avantage a disparu. La nulle laissait Mouzytchouk dans l'obligation de gagner les deux parties restantes pour forcer un tie-break.
1. d4 Nf6 2. Nf3 e6 3. g3 d5 4. Bg2 b5 5. O-O Bb7 6. a4 b4 7. c4 a5 8. Bg5 Nbd7 9. Nbd2 Be7 10. Rc1 h6 11. Bxf6 Bxf6 12. Qc2 c6 13. e4 O-O 14. e5 Be7 15. c5 g5 16. h3 Kg7 17. Rfe1 Rh8 18. Bf1 Qg8 19. Re3 Kf8 20. Ne1 h5 21. Ng2 Ke8 22. Kh2 Nf8 23. Bd3 Ba6 24. f4 Bxd3 25. Qxd3 Qh7 26. Rf1 Qxd3 27. Rxd3 gxf4 28. Nxf4 Ng6 29. Nb3 Bg5 30. Nxg6 fxg6 31. Rdf3 Ra7 32. Kg2 Rg8 33. Kf2 Rf8 34. Kg2 Rxf3 35. Rxf3 Bd8 36. Nc1 g5 37. Nd3 Rg7 38. g4 h4 39. Nc1 Rg8 40. Nb3 Rg7 41. Kf2 Rf7 42. Rxf7 Kxf7 43. Kf3 Ke8 44. Kf2 Kf7 1/2-1/2

#### Partie 9, Hou–Mouzytchouk, 1–0
Ayant besoin de gagner à tout prix, Mouzytchouk a joué la défense sicilienne pour la première fois. Cependant, dans le milieu de partie complexe qui s'ensuivit, elle a été largement surpassée par Hou, qui a progressivement pris l'avantage pour atteindre une position gagnante. Avec cette victoire, Hou a remporté le match et le titre.
1. e4 c5 2. Nf3 Nc6 3. d4 cxd4 4. Nxd4 Nf6 5. Nc3 d6 6. Be2 e5 7. Nb3 Be7 8. O-O O-O 9. Be3 Be6 10. f3 Na5 11. Nxa5 Qxa5 12. Qd2 Rfc8 13. Rfd1 Kf8 14. a4 a6 15. Nd5 Qxd2 16. Rxd2 Nxd5 17. exd5 Bd7 18. a5 Bb5 19. Kf1 f5 20. c3 g5 21. Rc2 h5 22. c4 g4 23. b4 f4 24. Bf2 Bd7 25. c5 Bf5 26. Rc4 Kf7 27. Rd1 Rg8 28. g3 fxg3 29. hxg3 Rac8 30. fxg4 hxg4 31. Kg2 Bd7 32. Rh1 Rg7 33. cxd6 Bxd6 34. Rxc8 Bxc8 35. Bc5 Bxc5 36. bxc5 Bf5 37. Kf2 Rg8 38. Ke3 Rd8 39. Rf1 Kg6 40. Rd1 Kg5 41. d6 Rh8 42. d7 Rd8 43. c6 bxc6 44. Bxa6 c5 45. Bb7 c4 46. a6 1-0